# Avis de vérification en droit fiscal français
En droit fiscal français, l'avis de vérification est un document écrit qui donne au contribuable les informations précises sur la nature et l'objet d'un contrôle. Il est le préalable à toute vérification de comptabilité ou examen contradictoire de la situation fiscale personnelle (ESFP).
L'article L47 alinéa 1 du Livre des procédures fiscales nous dit : "Une vérification de comptabilité ne peut être engagée sans que le contribuable en ait été informé par l'envoi (LR/AR) ou la remise, d'un Avis de Vérification".

## Principe
Les informations dans l'avis de vérification sont précisées par des dispositions législatives et administratives.
L'envoi d'un avis doit s'accompagner de la charte des droits et obligations du contribuable vérifié,sous peine de nullité de la procédure. La preuve de l'envoi de l'avis et de la charte doit pouvoir être présentée grâce à l'AR. Toutefois cette omission peut être réparée jusqu'à la date de la première intervention.
L'avis de Vérification comporte 8 mentions obligatoires.

## Le destinataire
Le destinataire est le contribuable pour une entreprise individuelle et le représentant légal désigné pour les sociétés (pour une SARL c'est le gérant et pour une SA son PDG).

## La qualité du signataire
Seuls les fonctionnaires des impôts appartenant à des corps des catégories A et B peuvent fixer les bases d'imposition et liquider les impôts, taxes et redevances ainsi que proposer les rectifications. Toutefois ils peuvent se faire assister pour les opérations de contrôle par des fonctionnaires stagiaires.

## Date de l'envoi
Le contribuable doit disposer d'un délai raisonnable et suffisant pour se faire assister d'un conseil. Il n'existe pas de texte de loi qui fixe un délai mais l'administration recommande de laisser 15 jours entre la réception de l'avis de vérification et la date de la première intervention. À ce sujet le Conseil d'État a admis un délai de 2 jours mais la règle appliquée par l'administration fiscale reste 15 jours de délai.

## Date de la première intervention
La mention de cette date est obligatoire. Elle fixe formellement le point de départ du délai de 3 mois et elle permet d'apprécier si le contribuable a disposé d'un délai suffisant pour se faire assister par un conseil.
Cette date de première intervention peut être reportée, à l'initiative du contribuable, par écrit, et pour des raisons valables en précisant une nouvelle date.

## Les années vérifiées
L'avis doit obligatoirement préciser les années soumises à vérification. Si cette mention ne figure pas sur l'avis la procédure est considérée comme nulle.

## La faculté de se faire assister d'un conseil
C'est la loi qui impose à l'administration de mettre dans l'avis la faculté qu'a le contribuable de se faire assister par un conseil. Le contribuable a le droit de choisir toute personne pour l'aider, il n'y a pas obligation d'avoir un comptable ou un avocat par exemple.

## Désignation des voies de recours hiérarchiques
L'avis de Vérification doit présenter les possibilités de voies de recours offertes au contribuable. il doit y avoir les noms, grades et adresses administratives de l'Inspecteur Principal ou Départemental supérieur du vérificateur et de l'interlocuteur départemental. Le non respect de cette disposition conduit à la nullité de la procédure.

## Modalités d'envoi
L'avis accompagné de la charte du contribuable doivent être adressés en recommandé avec accusé de réception au siège de l'entreprise. Il y a obligation d'envoi de la charte sous peine de vice de procédure. Un lien internet permettant d'accéder à la charte en ligne est noté dans l'avis de vérification depuis janvier 2018.